# Aldo Stellita
Aldo Salvatore Stellita (Campobello di Mazara, 2 agosto 1947 – Udine, 9 luglio 1998) è stato un bassista, cantante e paroliere italiano, membro fondatore dei Jet e dei Matia Bazar.

## Biografia
Nasce in Sicilia ma si trasferisce nella provincia di Bolzano, a Varna, luogo d'origine della famiglia materna. A Genova, Stellita, arrivato alla soglia della laurea in chimica, decide che la musica sarà la sua strada.
Fonda con Renzo "Pucci" Cochis – sostituito nel 1974 da Paolo Siani –, Piero Cassano e Gianni Casciano – poi rimpiazzato da Carlo Marrale – il complesso progressive/melodico dei New Jet (fino al 1970), poi semplicemente Jet, con cui incide l'album Fede, speranza, carità e partecipa al Festival di Sanremo 1973 con Anika-na-o.
Nel 1975, tre dei componenti dei Jet – ovvero Stellita, Marrale e Cassano – fondano, con Antonella "Matia" Ruggiero, i Matia Bazar; mentre Siani collabora come turnista nel loro primo brano, Stasera... che sera! (presentato alla 12ª edizione di Un disco per l'estate). Subito dopo, la prima formazione della band viene completata da Giancarlo Golzi.
I Matia Bazar nella loro prima formazione arrivano al successo con brani come la già citata Stasera... che sera!, Per un'ora d'amore, Cavallo bianco e Solo tu. Nel 1981 Piero Cassano, organista e pianista, si dimette e viene sostituito da Mauro Sabbione. Nel 1983, alla vigilia dell'album Aristocratica, anche Sabbione abbandona il gruppo e la struttura dei Matia diventa più aperta: ospiti della band sono Roberto Colombo (già produttore fin dall'album Tango), Sergio Cossu (che, dal singolo Souvenir, diventa tastierista ufficiale e membro del gruppo), Massimo Luca e Riccardo Giagni. Nel 1985 il complesso scala la vette delle classifiche internazionali dei dischi più venduti piazzando il brano Ti sento. I testi sono sempre scritti da Aldo Stellita, indiscussa anima del gruppo.
Nel 1990, al posto di Antonella Ruggiero, che lascia la formazione nel 1989, entra Laura Valente; anche nel periodo con Laura, Stellita  continua a curare la stesura di tutti i testi del complesso. Con la voce di Laura Valente il complesso dei Matia Bazar continua ad ottenere un grande successo con brani come Piccoli giganti (che partecipa al Festival di Sanremo 1992) e Dedicato a te (che partecipa al Festival di Sanremo 1993). Dopo la defezione di Carlo Marrale (che non verrà sostituito) la band si riduce a quattro elementi. Nel 1997 esce "Benvenuti a Sausalito"  l'ultimo lavoro discografico con la presenza di Aldo Stellita all'interno del quartetto, ma non sarà sufficientemente sponsorizzato perché Aldo, a partire dall'estate 1997, comincerà ad accusare i sintomi di un tumore ai polmoni in stadio avanzato, che nel giro di un anno lo porterà alla morte. Nel Sausalito tour quando non poteva essere presente, il suo posto di bassista veniva preso da Nello Giudice. L'ultima apparizione pubblica di Stellita con i Matia Bazar è del Dicembre 1997 in occasione del Premio Rino Gaetano, trasmesso su Rai Due. Il suo ruolo di bassista nei Matia Bazar non è stato più rilevato da altri musicisti  fino al 2018, quando arriva nella band Paola Zadra.

### La morte prematura
Muore dopo un anno e mezzo di malattia, la mattina del 9 luglio 1998.

### Con i Jet
Album
- 1972 - Fede, speranza, carità

Singoli
- 1971 - Vivere in te/Uomo
- 1972 - Non la posso perdonare/Donna dove sei?
- 1972 - Il segno della pace/Non la posso perdonare
- 1973 - Anikana-o/Guarda coi tuoi occhi
- 1973 - Gloria, gloria/Sinfonia per un re
- 1973 - Voodoo Woman/Satan Is Waitin'
- 1974 - La strada del perdono/ Io,Matia (primo lavoro da solista di Antonella "Matia" Ruggiero)

### Con i Matia Bazar
Album
- 1976 - Matia Bazar 1
- 1977 - Gran Bazar
- 1978 - Semplicità
- 1979 - Tournée
- 1980 - Il tempo del sole
- 1982 - Berlino, Parigi, Londra
- 1983 - Tango
- 1984 - Aristocratica
- 1985 - Melanchólia
- 1987 - Melò
- 1989 - Red Corner
- 1991 - Anime pigre
- 1993 - Dove le canzoni si avverano
- 1995 - Radiomatia
- 1997 - Benvenuti a Sausalito

Singoli
- 1975 - Stasera... che sera!/Io, Matia
- 1975 - Per un'ora d'amore/Cavallo bianco
- 1976 - Che male fa/Un domani sempre pieno di te
- 1977 - Ma perché?/Se...
- 1977 - Solo tu/Per un minuto e poi...
- 1977 - Ma perché/Che male fa
- 1978 - Mister Mandarino/Limericks
- 1978 - ...e dirsi ciao/Ma che giornata strana
- 1978 - Tu semplicità/È così
- 1979 - Raggio di luna/Però che bello
- 1979 - C'è tutto un mondo intorno/Per amare cosa vuoi
- 1979 - C'è tutto un mondo intorno/Ragazzo in blue jeans/Tram/Non è poi tanto male
- 1980 - Italian sinfonia/Non mi fermare
- 1980 - Il tempo del sole/Mio bel Pierrot
- 1982 - Fantasia/Io ti voglio adesso
- 1982 - Fantasia/Lili Marleen
- 1983 - Vacanze romane/Palestina
- 1983 - Elettrochoc (remix)/Elettrochoc (strumentale)
- 1984 - Aristocratica/Milady
- 1985 - Souvenir/Sulla scia
- 1985 - Ti sento/Fiumi di parole
- 1985 - I Feel You/Ti sento
- 1987 - Noi/Ai confini della realtà
- 1987 - Life (ext. remix)/Noi (remix)/Noi (strumentale)
- 1988 - La prima stella della sera/Mi manchi ancora
- 1989 - Stringimi/Il mare
- 1989 - Stringimi (ext. remix)/Stringimi (remix strumentale)
- 1991 - Volo anch'io/Si può ricominciare
- 1991 - Fantasmi dell'Opera/Sei come me
- 1992 - Piccoli giganti/C'era una volta
- 1992 - Piccoli giganti (remix)
- 1993 - Dedicato a te/Soldi soldissimi
- 1993 - Svegli nella notte (Knock e single new remix version)/Dove le canzoni si avverano
- 1995 - La scuola dei serpenti
- 1997 - Quando non ci sei
- 1997 - Parola magica
- 1997 - Sotto il cielo del destino

Raccolte
- 1977 - L'oro dei Matia Bazar - Solo tu
- 1987 - Stasera che sera [7]
- 1987 - Solo tu
- 1987 - C'è tutto un mondo intorno [7]
- 1988 - 10 grandi successi oppure Matia Bazar - Best [8]
- 1992 - Tutto il mondo dei Matia Bazar [7]
- 1994 - Gold [7]
- 1996 - Tutto il meglio dei Matia Bazar

### Partecipazioni
- 1983; Alessandro Mendini - Architettura sussurrante